# Abalak
Abalak (andere Namen und Schreibweisen: Ebaka, Ibeka, Abalack, Abalagh) ist eine Stadtgemeinde und der Hauptort des gleichnamigen Departements Abalak in Niger.

## Geographie

### Lage und Gliederung

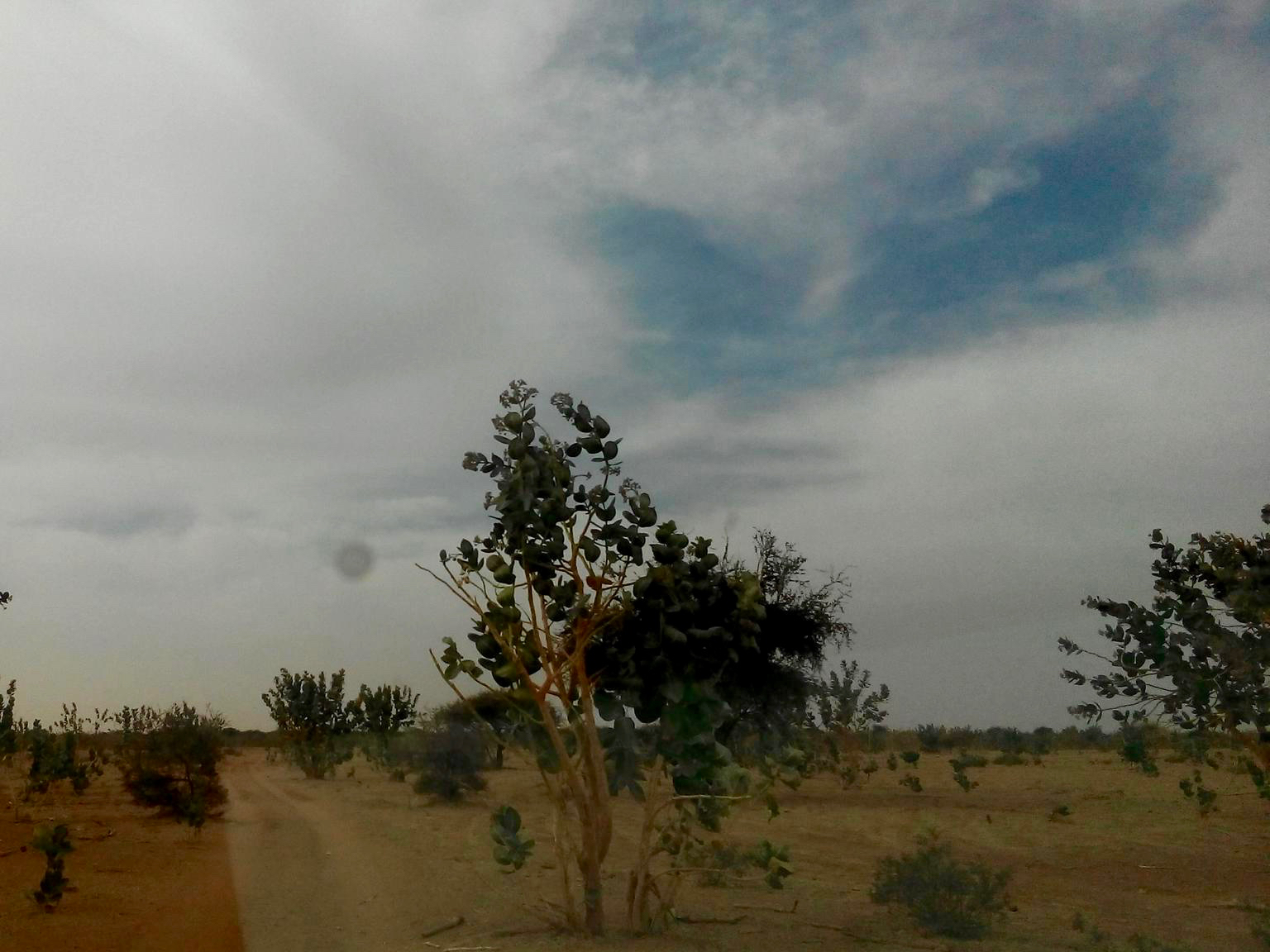
Landschaft in der Gemeinde Abalak

Abalak befindet sich in der Landschaft Tadrès am Rand der Sahara. Die Nachbargemeinden sind Tassara im Nordwesten, Ingall im Nordosten, Tamaya im Südosten, Akoubounou im Süden, Kao im Südwesten und Tchintabaraden im Westen.
Der Hauptort der Stadtgemeinde ist Abalak, der sich aus 19 Stadtvierteln zusammensetzt: Abalak, Amanokal, Attes, Azamor, Azananen, Eguef, Eguef II/Wamageun, Eguif II, Inabalasse, Innibless, Inwala, Inwala II, Islam, Issismad, Ogartan, Salama, Tagalalt, Tagallat II und Tassoguit. Er liegt auf einer Höhe von 423 m. Bei den Siedlungen im ländlichen Gemeindegebiet handelt es sich um 63 Dörfer, 95 Weiler, 4 Lager und 63 Wasserstellen.
Die Jagdzone von Abalak ist eines der von der staatlichen Generaldirektion für Umwelt, Wasser und Forstwirtschaft festgelegten offiziellen Jagdreviere Nigers.

### Klima
In Abalak herrscht trockenes Wüstenklima vor.
|                        | Jan  | Feb  | Mär  | Apr  | Mai  | Jun  | Jul  | Aug  | Sep  | Okt  | Nov  | Dez  |   |      |
| Mittl. Temperatur (°C) | 20,2 | 23,4 | 27,4 | 31,3 | 32,9 | 32,6 | 30,5 | 28,6 | 30,3 | 29,5 | 25,4 | 21,2 | ⌀ | 27,8 |
| Mittl. Tagesmax. (°C)  | 28,5 | 31,9 | 35,9 | 39,5 | 40,4 | 39,3 | 36,6 | 34,3 | 37,2 | 37,0 | 33,5 | 29,4 | ⌀ | 35,3 |
| Mittl. Tagesmin. (°C)  | 12,4 | 15,0 | 18,3 | 22,0 | 24,5 | 25,7 | 25,1 | 24,0 | 23,8 | 21,6 | 17,3 | 13,4 | ⌀ | 20,3 |
|                        |      |      |      |      |      |      |      |      |      |      |      |      |   |      |
| Niederschlag (mm)      | 0    | 0    | 0    | 0    | 6    | 8    | 37   | 70   | 17   | 2    | 0    | 0    | Σ | 140  |
|                        |      |      |      |      |      |      |      |      |      |      |      |      |   |      |
| Sonnenstunden (h/d)    | 10,2 | 10,5 | 10,8 | 11,2 | 11,6 | 11,7 | 11,3 | 10,3 | 10,9 | 10,6 | 10,3 | 10,1 | ⌀ | 10,8 |
|                        |      |      |      |      |      |      |      |      |      |      |      |      |   |      |
| Regentage (d)          | 0    | 0    | 0    | 0    | 1    | 2    | 7    | 9    | 3    | 0    | 0    | 0    | Σ | 22   |
|                        |      |      |      |      |      |      |      |      |      |      |      |      |   |      |
| Luftfeuchtigkeit (%)   | 16   | 12   | 10   | 11   | 18   | 31   | 48   | 60   | 41   | 21   | 17   | 18   | ⌀ | 25,4 |

| 12,4 |

| 15,0 |

| 18,3 |

| 22,0 |

| 24,5 |

| 25,7 |

| 25,1 |

| 24,0 |

| 23,8 |

| 21,6 |

| 17,3 |

| 13,4 |

| 12,4 |

| 15,0 |

| 18,3 |

| 22,0 |

| 24,5 |

| 25,7 |

| 25,1 |

| 24,0 |

| 23,8 |

| 21,6 |

| 17,3 |

| 13,4 |

| N i e d e r s c h l a g | 0   | 0   | 0   | 0   | 6   | 8   | 37  | 70  | 17  | 2   | 0   | 0   |
|                         | Jan | Feb | Mär | Apr | Mai | Jun | Jul | Aug | Sep | Okt | Nov | Dez |

## Geschichte
Abalak war seit 1985 ein Zentrum der Autonomiebewegung der Tuareg.
Bei einer Untersuchung im Jahr 1990 wurde beim Befall mit der Saugwürmer-Art Schistosoma haematobium unter den 14- bis 15-Jährigen im Hauptort eine Prävalenz von 73,3 Prozent festgestellt.

## Bevölkerung
Bei der Volkszählung 2012 hatte die Stadtgemeinde 74.719 Einwohner, die in 11.380 Haushalten lebten. Bei der Volkszählung 2001 betrug die Einwohnerzahl 24.427 in 4517 Haushalten.
Im Hauptort lebten bei der Volkszählung 2012 21.842 Einwohner in 3467 Haushalten, bei der Volkszählung 2001 12.764 in 2275 Haushalten und bei der Volkszählung 1988 5929 in 1114 Haushalten.
Die Bevölkerung besteht überwiegend aus Hausa, Tuareg und Arabern. Die Hausa sind vor allem in der Landwirtschaft, Tuareg und Araber meist im Handel tätig. 

## Politik und Justiz
Der Gemeinderat (conseil municipal) hat 19 gewählte Mitglieder. Mit den Kommunalwahlen 2020 sind die Sitze im Gemeinderat wie folgt verteilt: 13 PNDS-Tarayya, 3 MPR-Jamhuriya, 1 MODEN-FA Lumana Africa, 1 PJP-Génération Doubara und 1 PNPD-Akal-kassa.
Jeweils ein traditioneller Ortsvorsteher (chef traditionnel) steht an der Spitze von 49 Dörfern im ländlichen Gemeindegebiet.
Die Stadt ist der Sitz eines Tribunal d’Instance, eines der landesweit 30 Zivilgerichte, die unterhalb der zehn Zivilgerichte der ersten Instanz (Tribunal de Grande Instance) stehen. Die Haftanstalt Abalak hat eine Aufnahmekapazität von 200 Insassen.

## Kultur und Sehenswürdigkeiten
Jeden Oktober wird ein Fest der Viehzüchter in Abalak veranstaltet.

## Wirtschaft und Infrastruktur

### Wirtschaft
Die Gemeinde gehört überwiegend zu einem Gebiet, in dem Weidewirtschaft betrieben wird. Im Süden beginnt die Zone des Agropastoralismus. Die Niederschlagsmessstation im Hauptort liegt auf 425 m Höhe und wurde 1978 in Betrieb genommen. In der landwirtschaftlich geprägten Stadt befinden sich auch militärische Einrichtungen der nigrischen Armee.
Der Wochenmarkt von Abalak wurde 1975 gegründet. Der Markttag ist Donnerstag. Neben Kamelen, Schafen und Ziegen werden Güter für das nomadische Leben in der Wüste gehandelt.

### Gesundheit und Bildung
Gesundheitszentren des Typs Centre de Santé Intégré (CSI) sind in den Stadtvierteln Abalak und Tagalalt sowie in der ländlichen Siedlung Kijgari vorhanden. Der CSI Abalak verfügt über ein eigenes Labor und eine Entbindungsstation. Außerdem gibt es eine Sanitätsstation der Streitkräfte Nigers.
Der CEG Abalak ist eine allgemein bildende Schule der Sekundarstufe des Typs Collège d’Enseignement Général (CEG). Das Berufsausbildungszentrum Centre de Formation aux Métiers d’Abalak (CFM Abalak) bietet Lehrgänge in Mechanik, Metallbau, familiärer Wirtschaft, Tischlerei, Schneiderei und Alphabetisierung an. Beim Collège d’Enseignement Technique d’Abalak (CET Abalak) handelt es sich um eine technische Fachschule.

### Verkehr
Durch die Gemeinde verläuft die Nationalstraße 25 zwischen Niamey und Agadez. Im urbanen Zentrum von Abalak zweigt die Nationalstraße 30 nach Kadata von der Nationalstraße 25 ab.

## Persönlichkeiten
- Attaher Abdoulmoumine (* 1964), paramilitärischer Anführer und Politiker
- Mdou Moctar (* 1985), Gitarrist und Singer-Songwriter